# Bouvreuil (pigeon)
Pour les articles homonymes, voir Bouvreuil.
Le Bouvreuil (en anglais : Archangel ou Gimpel) est une race de pigeon domestique originaire de Croatie. C'est un pigeon de couleur élevé comme oiseau d'ornement et d'exposition.

## Origines
Le Bouvreuil est une race ancienne. Son origine exacte a été sujet de nombreuses suppositions. Plusieurs ont énoncé l'Asie, la Perse ou même l'Allemagne. La plus probable donne l'Illyrie ou la Dalmatie, en Croatie, comme origine de l'oiseau. Il est alors cité sous le nom latin de Columba illyrica dans certaines sources,. La race se diffuse en Europe. En Serbie, elle est à l'origine du Haut-volant Serbe. Elle est aussi à l'origine de plusieurs races en Suisse.
La race est importée en Angleterre en 1839. Elle est nommée Archangel (« Archange ») pour ses couleurs métalliques rappelant les couleurs données par les peintres aux ailes des anges dans l'art religieux.
Son nom français, Bouvreuil, et allemand, Gimpel, renvois au Bouvreuil pivoine en référence à ses couleurs. L'oiseau est connu en Allemagne depuis le début du XIXe siècle. En France, son élevage est mis à mal par la Première Guerre mondiale. Il se reconstitue à la fin de celle-ci en important des oiseaux d'Angleterre.
Il est classé dans la catégorie « pigeon de couleur » par la Commission européenne des standards pigeons (CESP).

## Description

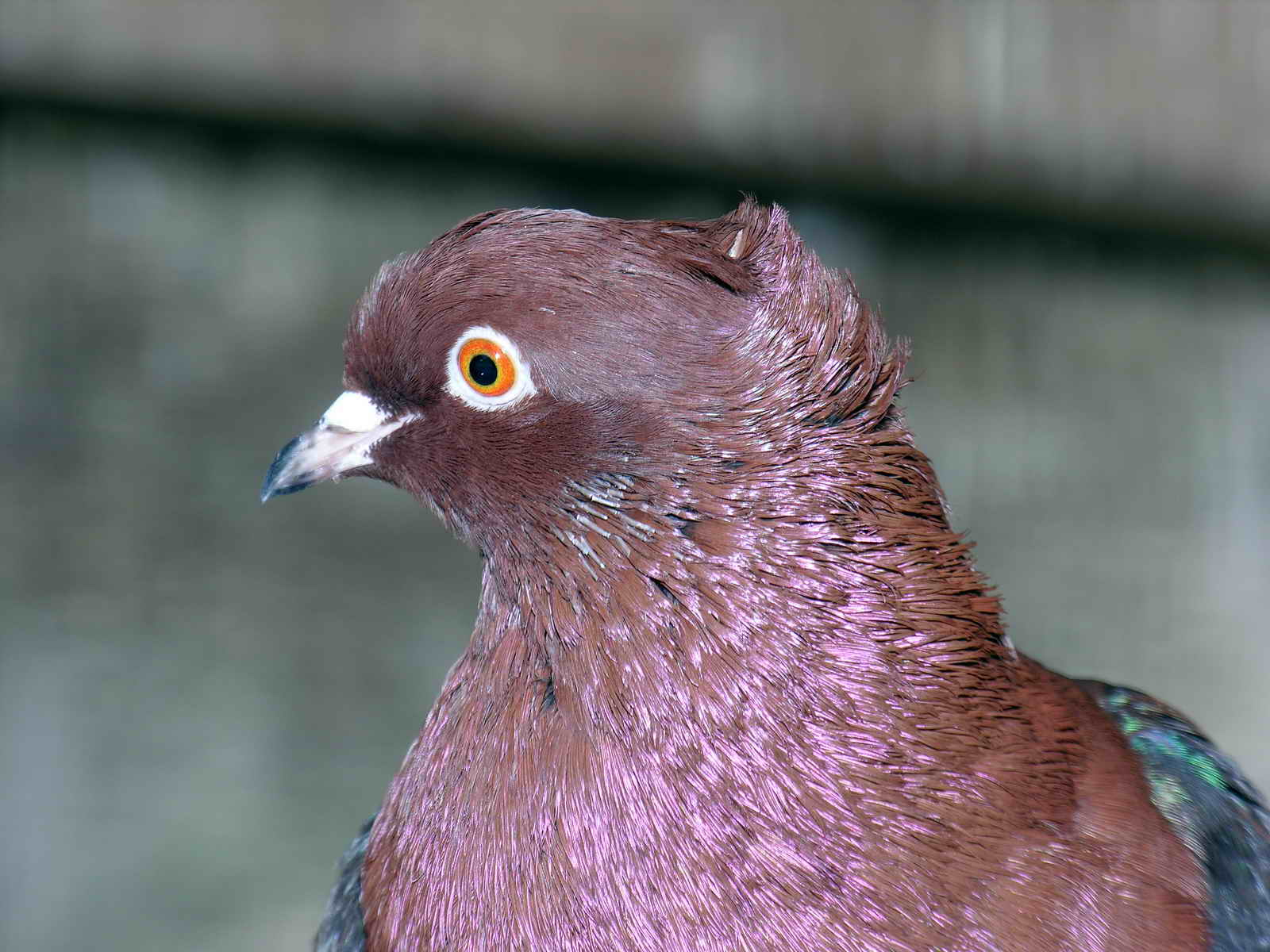
Gros plan sur la tête d'un Bouvreuil.

Cette race à la particularité d'être bicolore : les ailes sont d'une couleur différente du reste du corps. L'oiseau est petit, mince et élancé. Il peut présenter une huppe à l'arrière de la tête mais elle n'est pas toujours présente. Les yeux sont oranges. Il a les pattes rouges et nues.
L'intérêt de la race est ses couleurs rehaussées par un éclat métallique.

## Élevage
C'est une race rustique et très prolifique. La femelle peut donner jusqu'à 11 couvées par an. Il s'élève facilement en basse-cour car il reste attaché à son pigeonnier, a un caractère doux et se bagarre peu avec les autres pigeons. Son caractère en fait un bon animal de compagnie, avec une espérance de vie de 7 à 10 ans. Il est avant tout élevé comme oiseau d'ornement et pour les concours.

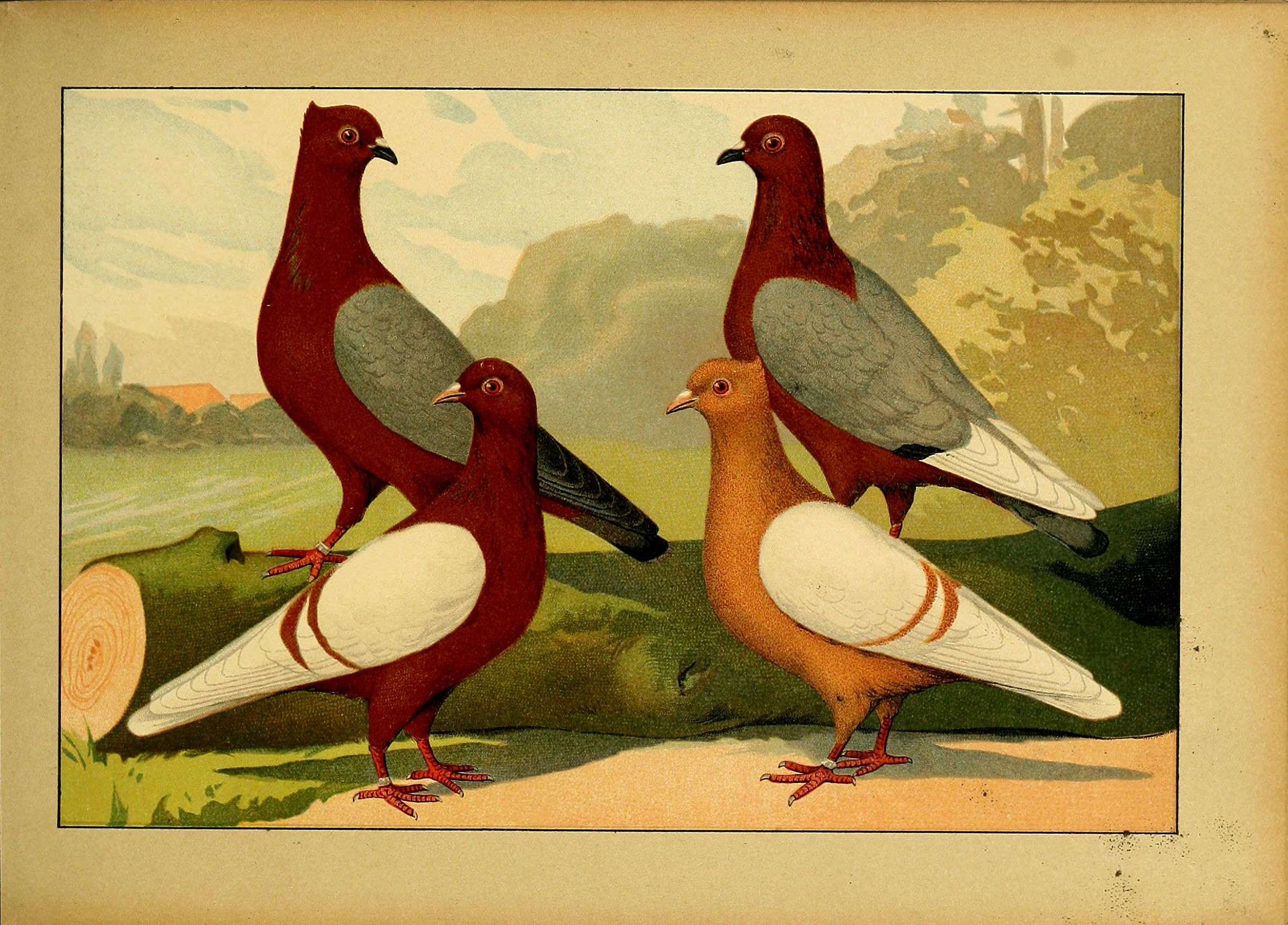
Bouvreuils avec diverses couleurs.
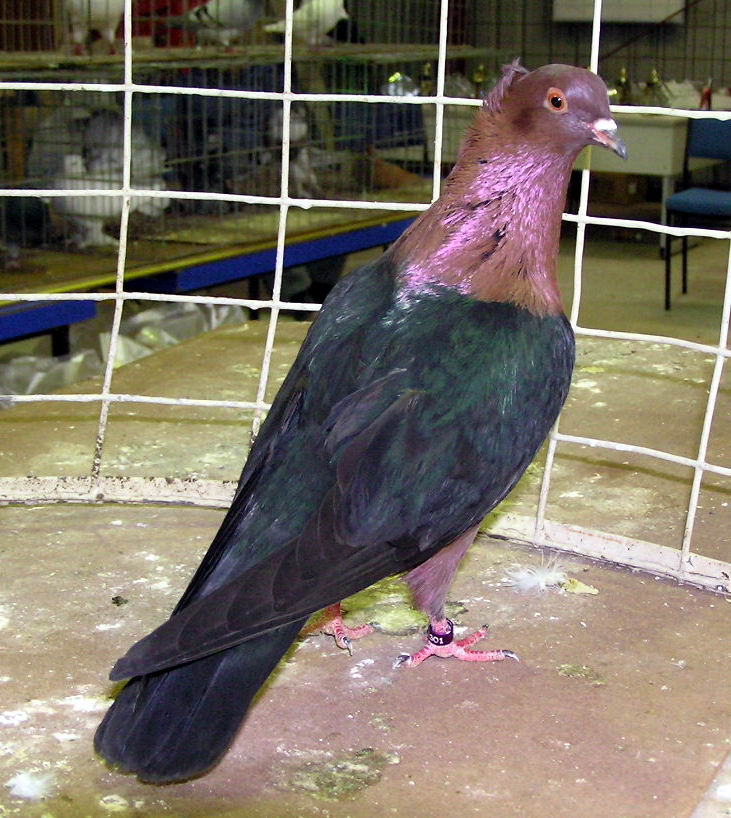
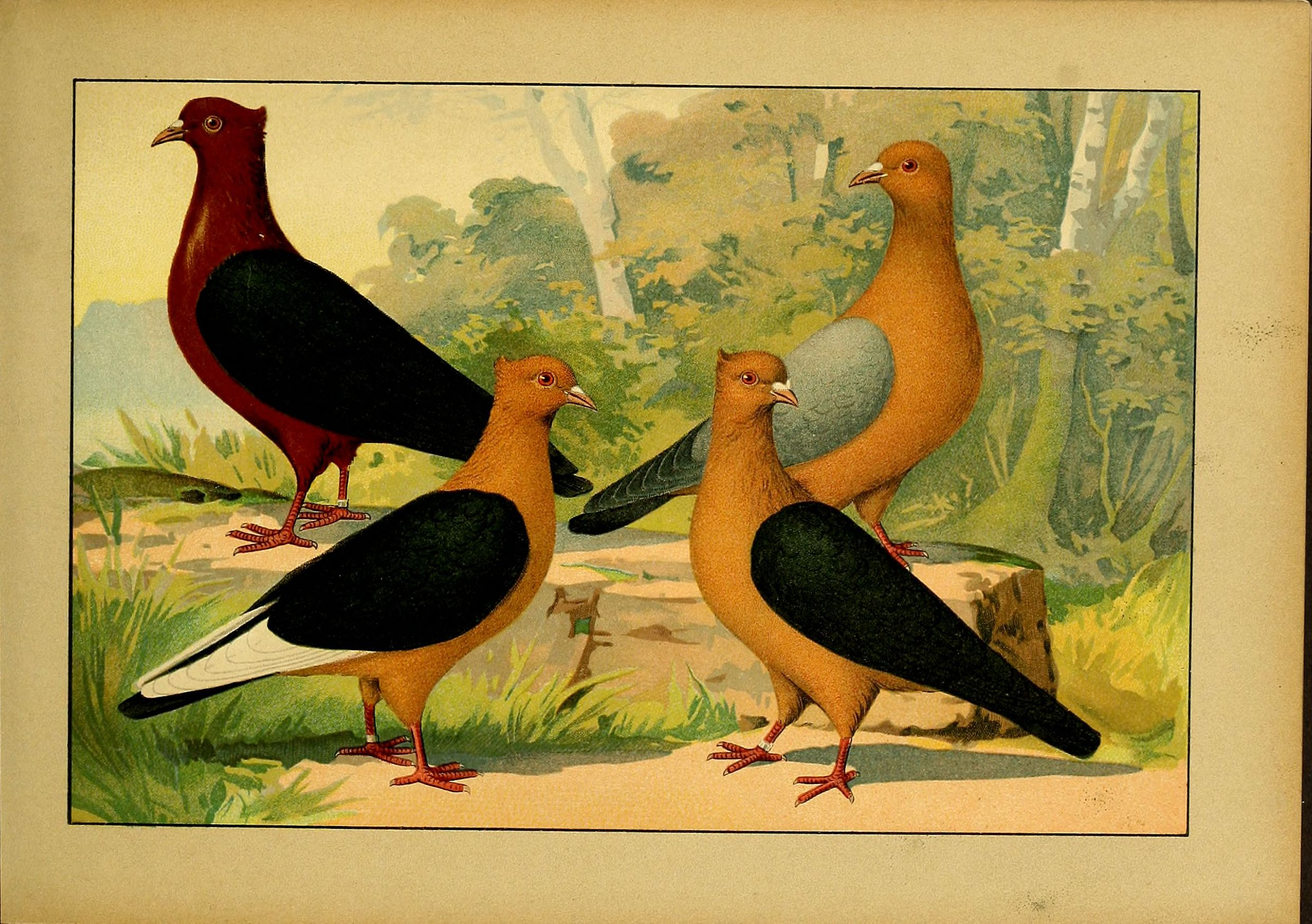

## Croisements
Dans les années 1930, l'éleveur allemand Otto Friese a l'idée de créer une nouvelle couleur chez le Bouvreuil. Ses travaux aboutissent à la création d'une nouvelle race : le pigeon scarabée de Thuringe.
Durant la deuxième moitié du XXe siècle, l'éleveur américain Chet Johnston créé une nouvelle race en croisant le Bouvreuil avec un King d'exposition : le Gabriel. La race est officiellement reconnue par la National Pigeon Association américaine (NPA) et est classée dans les pigeons de couleur. Par contre, elle ne l'est pas par la Commission européenne des standards pigeons (CESP).